# جولین نورویچ
جولین نورویچ (انگلیسی: Julian of Norwich; late 1342 – after ۱۴۱۶ (۷۳−۷۴ سال)) قدیس مسیحی اهل پادشاهی انگلستان بود.